# Четырёхцилиндровый двигатель
Четырёхцилиндровый двигатель — поршневой двигатель внутреннего сгорания с четырьмя цилиндрами. По расположению цилиндров может быть: рядным, V-образным, оппозитным. По числу тактов может быть: 2-тактным, 4-тактным. По принципиальному устройству может быть: с искровым зажиганием (бензиновые и газовые двигатели); с воспламенением от сжатия (дизельные и газодизельные двигатели), атмосферным (без наддува), с турбонаддувом, с приводным нагнетателем, воздушного или жидкостного охлаждения. Основная область применения — автомобильный транспорт (легковые, мало- и среднетоннажные коммерческие автомобили), мотоциклы, дизель-генераторы, мототракторная техника.

## Рядный4-цилиндровый двигатель
В случае 4-тактного двигателя коленвал имеет 4 индивидуальных шатунных шейки, расположенные в одной плоскости. При этом шейки 1 и 4 цилиндров находятся с одной стороны от оси вращения вала, а шейки 2 и 3 цилиндров — с другой. Коренных шеек обычно пять — по одной шейке с переднего и заднего конца коленвала и по одной шейке между каждой парой цилиндров. Подобный двигатель в принципе может обходиться без балансирных валов, но в случае необходимости повышения плавности работы для компенсации сил инерции второго порядка применяют пару балансирных валов, вращающихся в разные стороны и в два раза быстрее коленвала.
В случае 2-тактного двигателя коленвал имеет 4 индивидуальных шатунных шейки, расположенные в двух плоскостях с углом между плоскостями в 90 градусов.
В иноязычной технической литературе обозначается как L4 или R4.
Крайне распространённый в мировом автопроме тип двигателя. Подавляющее большинство легковых машин малого и среднего класса с бензиновыми и дизельными двигателями рабочим объёмом от 0.7 до 2.3 литров предполагают именно 4-тактный 4-цилиндровый рядный двигатель. Дизельные двигатели коммерческого транспорта и тракторов могут иметь объём и более 3.0 литров.

## V-образный4-цилиндровый двигатель
В случае 4-тактного двигателя для обеспечения равномерности вспышек в цилиндрах коленвал должен иметь 4 индивидуальных шатунных шейки, расположенные в двух плоскостях с углом между плоскостями равным углу развала цилиндров. Но если угол развала цилиндров относительно небольшой, этим решением можно пренебречь и использовать коленвал наподобие как у 4-тактного рядного двигателя. Коренных шеек в любом случае три — по одной шейке с переднего и заднего конца коленвала и одна шейка по центру. Также в любом случае, независимо от угла развала и конструкции коленвала, в двигателе неуравновешены моменты от сил инерции первого порядка, что требует практически обязательной установки одного балансирного вала, вращающемся в сторону противоположную коленвалу с той же частотой.
В иноязычной технической литературе обозначается как V4.
Редковстречающийся тип двигателя. Наиболее известные образцы: советские двигатели МеМЗ воздушного охлаждения с углом развала в 90°, применявшиеся на автомобилях Запорожец и ЛуАЗ; двигатели Ford-Taunus V4 и Ford Essex V4 с углом развала в 60° европейских компактных моделей Ford классической компоновки и автомобилей SAAB переднеприводной компоновки; двигатели Lancia V4 с углами развала в 10/11/13/20° автомобиля Lancia Fulvia переднеприводной компоновки. Также, двигателем V4 оснащался чехословацкий автомобиль Tatra 600.

## Оппозитный4-цилиндровый двигатель
В случае 4-тактного двигателя коленвал имеет 4 индивидуальных шатунных шейки, расположенные в одной плоскости, наподобие как это сделано на коленвале 4-тактного рядного двигателя. Как и в случае V-образного двигателя число коренных шеек обычно три — по одной шейке с переднего и заднего конца коленвала и одна шейка по центру. Двигатель практически уравновешен (за исключением моментов от сил инерции второго порядка), и балансирные валы не используются.
Редко встречается на автомобилях. Наиболее известные образцы: двигатели Volkswagen немецких заднемоторных Volkswagen Käfer и Volkswagen Transporter; двигатели Porsche разных лет вплоть до современных Porsche Boxter/Cayman/718; двигатель Alfa Romeo компактных переднеприводных автомобилей Alfa Romeo 70-80 годов; двигатели всех автомобилей Subaru и одноплатформенной Toyota GT-86.
Основной тип двигателя в лёгкой авиации. Оппозитную компоновку имеют четырёхцилиндровые двигатели Rotax, Lycoming и Continental. Большинство моделей Cessna-172, самого массового самолёта в истории, оснащены оппозитными четырёхцилиндровыми двигателями.
Оппозитный 4-цилиндровый двигатель устанавливался на Т-26 и некоторые машины Pz I.